# 佳つ乃
佳つ乃（かつの、1964年1月21日 -）は、京都府出身の祇園甲部の元芸妓、元クラブ経営者。本名は、山縣真理子（やまがた まりこ）。交際相手は、任天堂創業家の山内克仁。

## 来歴
1964年、京都市生まれ。出生名、山縣 真理子（やまがた まりこ）。3人兄弟の長女。中学卒業後、周囲に勧められ置屋「小田本」へ入り、一年の修業期間を経て16歳で舞妓になる。
1985年1月、佳つ乃がファンであった郷ひろみとの仲が噂となり、当時は郷ひろみが松田聖子と交際中であったこともあり、佳つ乃の名前は一躍全国区となる。同年5月29日「襟替え」の儀式を済ませ芸妓として一本立ちをし、またその知名度を買われて、資生堂の食品業界初進出の健康スナック菓子「菜食美人」のCMに出演。
当時全盛だった写真週刊誌に歌舞伎役者や作家、俳優などとの交際が報道され、恋多き女と言われた。
1995年5月11日、29歳で男児を出産するが父親は明かしてない。
1998年9月、祇園に自身の店「やまがた 佳つ乃」を出店、同年、京舞井上流名取りとなる。都をどりは常連で、2回トリを務めた。
2010年に2件目の店「祇をん 佳つ乃」を出す。
2012年11月「引き祝い」をして芸妓から身を引く。
2014年10月から2016年6月17日まで、銀座に会員制の高級クラブ「佳つ乃」を経営していた。
2018年12月12日のブログで、任天堂創業家の山内克仁と交際していることを公表した。「結婚」と報道されたが、実際には籍を入れていない。

## 人物
愛車は最初に購入したポルシェ・928から歴代、ポルシェを乗り継いでいる。

## テレビ出演
- すてきな出逢い いい朝8時『いい女だからお客様』（毎日放送、1985年8月17日）
- スタジオL（NHK、1985年10月）
- 11PM（日本テレビ、1985年11月20日）
- 今夜は最高!（日本テレビ、1985年12月7、14日）
- 三枝の爆笑美女対談（フジテレビ、1986年2月23日）
- 森田一義アワー 笑っていいとも!『テレフォンショッキング』（フジテレビ、1986年5月2日）
- 名馬の肖像（京都放送、2001年）
- 中居正広の金曜日のスマイルたちへ『京都祇園・粋を極めた超売れっ子芸子 佳つ乃 波瀾万丈人生』（TBS、2004年10月22日）
- anego 第8話『運命の男』（日本テレビ、2005年6月8日、ドラマ）
- サンデージャポン（TBS、2010年9月12日）
- 激変!ミラクルチェンジ『佳つ乃流 祇園ダイエット』（TBS、2010年12月1日）
- ソロモン流 日本の伝統を守る2012元日スペシャル（テレビ東京、2012年1月1日）
- 千原J＆サバンナ高橋 さすらいのアラフォー兄さんin京都（朝日放送、2013年7月23日）
- 爆報! THE フライデー（TBS、2015年5月29日）
- メッセンジャーの○○は大丈夫なのか? 秋の夜長 京都90分SP（毎日放送、2015年10月1日）

## 紙面出演
- 祇園の舞妓（フジアート出版、1985年2月16日、撮影 清岡純子）
- 写楽（小学館、1985年5月号、グラビア）
- JJ『同年代の生き方クローズアップ 芸妓 佳つ乃22歳』（光文社、1986年8月号）
- スコラ（スコラ、1986年9月25日号、セクシーグラビア）
- 家庭画報特選 きものサロン（世界文化社）
  - 97 秋号『林真理子が聞くきもののプロのコツのコツ 祇園・佳つ乃』（1997年10月）
  - 01 秋号『祇園・佳つ乃さんがお手本です たおやかな裾模様のきもの』（2001年9月）
  - 02 春号『祇園・佳つ乃さんの春夏秋冬・桜さくら』（2002年4月）
  - 02 夏号『祇園・佳つ乃さんの春夏秋冬 夏衣』（2002年7月）
  - 02 秋号『祇園・佳つ乃さんの春夏秋冬 秋の染め帯』（2002年10月）
- クロワッサン『私についての物語』（マガジンハウス、1999年3月10日号）
- BRUTUS『夜の祇園であの佳つ乃と会う』（マガジンハウス、1999年9月15日号）
- 京都 佳つ乃 歳時記（講談社、2003年10月1日、『佳つ乃の京都案内』として文庫化）
- 25ans （ハースト婦人画報社）
  - マダム『日本のゴージャスをつくった女性達』（2008年11月、別冊付録）
  - ヴァンサンカン『はんなり社交術』（2011年1～6月号連載）
- 美STORY『今日から京美容』（光文社、2009年4、10月号～2010年9月号連載）
- 週刊ポスト（小学館、2009年7月24日号、セクシーグラビア）
- 京都 私の「守り本尊」を訪ねて『私の京都』（小学館、2009年12月15日）
- an・an『佳つ乃が語る、ほんまの美しさ』（マガジンハウス、2010年8月25日号）
- 朝日新聞『敗れざる40代女子』（朝日新聞社、2011年2月25日、朝刊）
- ゲーテ『貴方の人生に捧ぐ、珠玉のワイン』（幻冬舎、2013年2月号）
- GQ JAPAN『京都 佳つ乃の恋愛指南 男と女のきれいな別れ方』（コンデナスト・ジャパン、2013年5月号）
- MADURO『伝説の芸妓の店 銀座「佳つ乃」』（セブン&アイ出版、2015年1月号）
- 女性自身『シリーズ人間 銀座で華やぐ祇園のDNA』（光文社、2015年5月5日号）